# 紅霍拉
红霍拉（烏克蘭語：Красна Гора），是烏克蘭東部頓涅茨克州巴赫穆特区巴赫穆特市镇内的市級鎮。處於巴赫穆特卡河畔，面積1.64平方公里，海拔高度113米，2017年人口635，人口密度每平方公里396.34人。
2023年2月12日，俄罗斯雇佣兵集团瓦格纳于巴赫穆特战役期间攻占了红霍拉。